# Clavija sparsifolia
Clavija sparsifolia är en viveväxtart som beskrevs av Friedrich Anton Wilhelm Miquel. Clavija sparsifolia ingår i släktet Clavija och familjen viveväxter. Inga underarter finns listade i Catalogue of Life.